# 松濤まり
松濤 まり（まつなみ まり、1983年7月26日 - ）は、テレビ金沢の元アナウンサー。現在は同局の広報担当。

## 人物・経歴
2014年結婚。第1子妊娠中のため、2015年2月ごろから産休中。2016年4月末に、テレビ金沢ホームページから松濤に関する記述が削除された。

## 過去の担当番組
- となりのテレ金ちゃん（ニュース）以前はリポーター
- 花のテレ金ちゃん（ニュース）以前はリポーター、MC（2013.1-3）
- 北國新聞ニュース
- テレビ金沢ニュース
- じゃんサタ
- びービーみつばち

## その他
- 「女子アナ出題!Theご当地問題DVD&カード」（タカラトミー、2007年9月27日発売）